# Pilis (település)

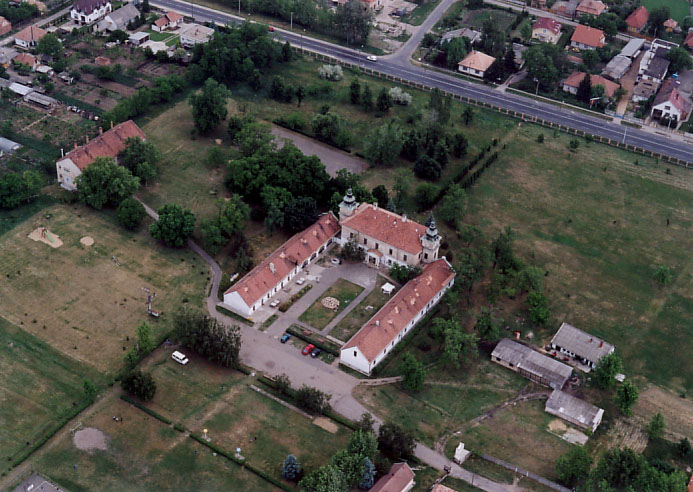
A Beleznay-kastély

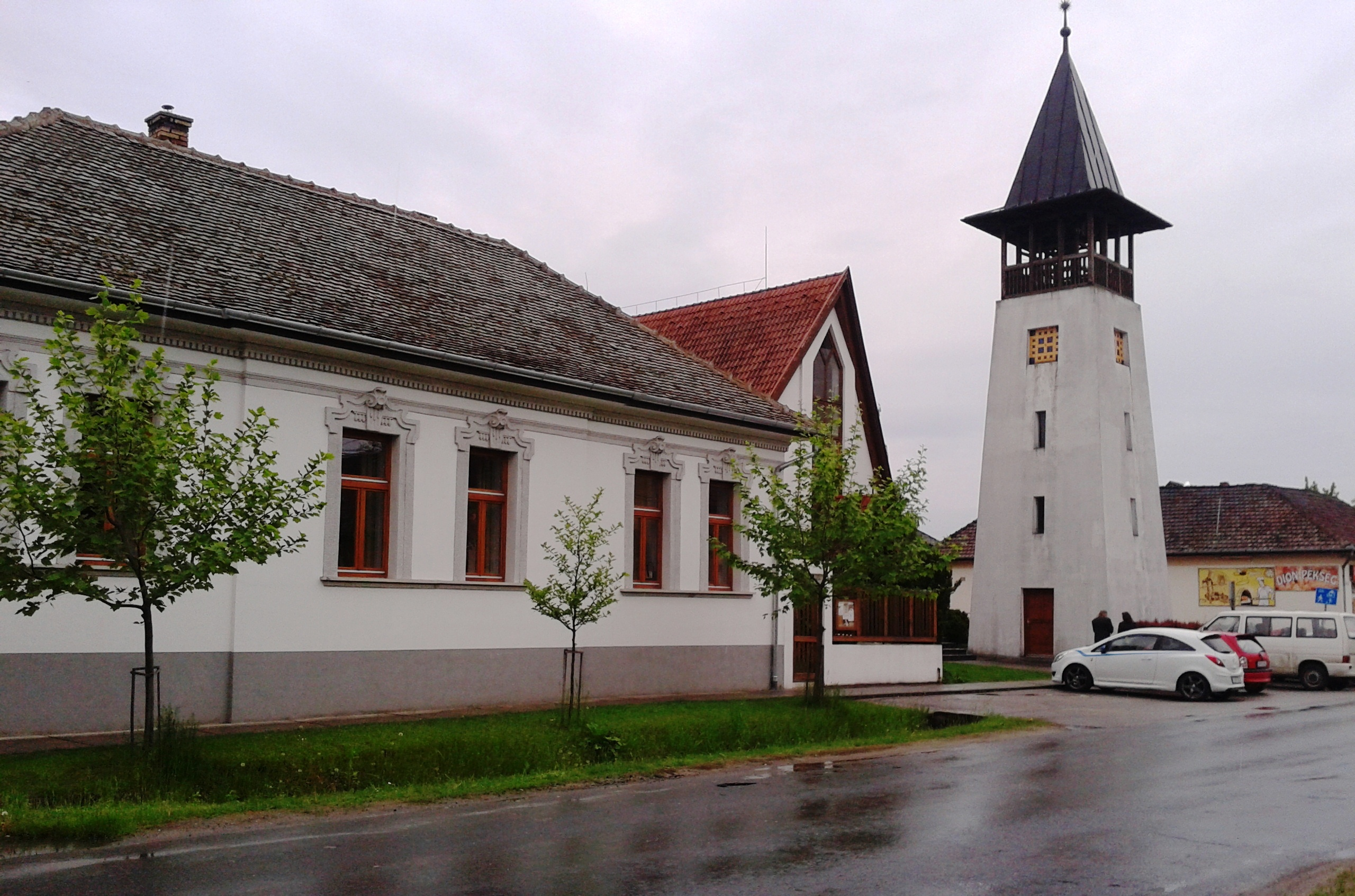
A református templom, torony és parókia a Rákóczi úton (2017)

Pilis (szlovákul: Piliš) város Pest vármegyében, a Monori járásban.

## Fekvése
Pest vármegye délkeleti részében, a Dunától keletre, Budapesttől 46, a Budapest Liszt Ferenc nemzetközi repülőtértől 26 kilométerre fekszik, a 4-es főút mellett. A Gödöllői-dombság nyúlványán, a Monor–Irsai-dombság és a Duna–Tisza közi homokhátság találkozásánál helyezkedik el. Határában található a Gerje patak forrásvidéke.

### Megközelítése
Közúton Pilis a legkönnyebb a központján áthaladó 4-es főúton, illetve a belterületét északról elkerülő M4-es autóúton közelíthető meg, Budapest felől éppúgy, mint a tőle távolabb fekvő nagyobb városok (Szolnok, Debrecen) felől is. Szomszédai közül a tőle északra elhelyezkedő Kávával a 3123-as út, Nyáregyházával a 4606-os út köti össze. Határszélét érinti még délen a 405-ös főút és a Monortól Dánszentmiklósig húzódó 4605-ös út, keleten pedig a Nagykáta–Albertirsa közti 3115-ös út is.
A hazai vasútvonalak közül a Budapest–Záhony-vasútvonal érinti, amelynek egy megállási pontja van itt, Pilis vasútállomás.

## A név eredete
A jelenleg ismert, 1326-ban keltezett első írásos emlék a településsel kapcsolatban – egy öröklésről szóló okirat – már Pilis néven említi a települést. Karácsony János A magyar nemzetségek c. munkájában olvasható egy Pylis nevű nemzetség, akik Árpád fejedelemmel jöttek a Kárpát-medencébe. A község első ismert birtokosa – ahogyan több írásos emlék is bizonyítja – a Pylisi család volt, innen kapta a település a nevét.

## Története
Környéke gazdag régészeti lelőhely: bronz- és vaskori leleteket, valamint 2. századbeli szarmata halomsírt tártak fel. Avar és honfoglalás kori sírokat is találtak a régészek.
A különböző népcsoportok keletről nyugat felé történő vándorlási útvonala mentén alakult ki ez az ősi település, amiről gazdag régészeti emlékek tanúskodnak. Szakemberek feltártak kőkori, bronz- és vaskori leleteket, a 2–4. századból való igen ritka korai szarmata halomsírokat (horgásztó környéke), továbbá avar és honfoglalás kori sírokat is (vadászház mellett). Az ősi település a Via Magna – nagy (Só)út – mentén feküdt, a dolinai részen az avarok lakta Sikond, a monorierdei részen Újfalu , a Gerje természetvédelmi területen Wyfalu néven írt helyeken laktak kisebb közösségek.
Fényes Elek 1851-ben kiadott Magyarország geographiai szótára sok-sok adattal bizonyítja, hogy akkoriban még négy falu szerepelt ezen a néven. Az Országos Községi Törzskönyv Bizottság határozata értelmében 1900 óta azonban csak ez a község jogosult a Pilis nevet használni a település elnevezésére.
Pilis nevét ismert oklevél először 1326-ban említi. A 14–15. században a Pilisi-család birtokolja. A török hódoltság elején, a 16. század közepén kihalt. Mint pusztát a Fáyak szerezték meg, 1711-től Beleznay Jánosé, aki felvidéki szlovákokkal telepítette be. A 19. században a Nyáry és a Gubányi családé lett.
1805-től mezőváros. A 19. század második felében még csaknem teljes egészében szlovák nyelvű, kultúrájú településen az asszimiláció a dualizmus korában gyorsult fel. A pilisi szlovákság a 20. század során fokozatosan elvesztette nyelvét, a század 60-70-es éveire a nyelvcsere megállíthatatlanná vált. Mára már csak pár tucat helyi őrzi még ősei nyelvét. Nagyszámú evangélikus vallási közössége viszont még őrzi szlovák örökségét.

## Közélete

### A település vezetése a rendszerváltás előtt
1972 és 1990 között Pilis a szomszédos községgel, Nyáregyházával együtt alkotott közös tanácsot, melynek székhelye Pilisen volt.
1985 és 1990 között a település rendszerváltás előtti utolsó tanácselnöke Balázsné Mihalcz Ilona volt.

### Polgármesterei 1990 óta
- 1990–1994: Dr. Illanicz György (független)[5]
- 1994–1998: Pintér Mihály (független)[6]
- 1998–2002: Pintér Mihály (független)[7]
- 2002–2006: Csikós János (MSZP)[8]
- 2006–2010: Szabó Márton Elemér (Fidesz)[9]
- 2010–2014: Szabó Márton Elemér (Fidesz)[10]
- 2014–2019: Simó Gábor Csabáné (Pilisi Vállalkozók)[11]
- 2019–2024: Hajnal Csilla (független)[12]
- 2024– : László Attila (Mind Egyet Akarunk Egyesület)[1]

| Időszak   | Név                              | Jelölő szervezet | Jelölő szervezet             |
| --------- | -------------------------------- | ---------------- | ---------------------------- |
| 1990–1994 | Dr. Illanicz György              |                  | –                            |
| 1994–1998 | Pintér Mihály                    |                  | –                            |
| 1998–2002 | Pintér Mihály                    |                  | –                            |
| 2002–2006 | Csikós János                     |                  | MSZP                         |
| 2006–2010 | Szabó Márton Elemér              |                  | Fidesz                       |
| 2010–2014 | Szabó Márton Elemér              |                  | Fidesz                       |
| 2014–2019 | Simó Gábor Csabáné Hajnal Csilla |                  | Pilisi Vállalkozók           |
| 2019–2024 | Hajnal Csilla                    |                  | független                    |
| 2024–     | László Attila                    |                  | Mind Egyet Akarunk Egyesület |

### A 2024-es önkormányzati választás eredménye
- A polgármester-választás eredménye[13]

| Jelölt neve     | Jelölő szerv. | Jelölő szerv. | Szavazatok száma | Szavazatok aránya |
| --------------- | ------------- | ------------- | ---------------- | ----------------- |
| László Attila   |               | MEA           | 2136             | 43,22%            |
| Mala Réka       |               | Fidesz–KDNP   | 1629             | 32,96%            |
| Mészáros József |               | PSAVE         | 833              | 16,86%            |
| Németh István   |               | Független     | 344              | 6,96%             |
| Összesen        |               |               | 4942             | 100%              |

- A képviselőtestület-választás eredménye[14]

| Párt | Párt        | Mandátumok | Képviselő-testület | Képviselő-testület | Képviselő-testület | Képviselő-testület | Képviselő-testület | Képviselő-testület | Képviselő-testület | Képviselő-testület | Képviselő-testület | Képviselő-testület | Képviselő-testület | Képviselő-testület |
| ---- | ----------- | ---------- | ------------------ | ------------------ | ------------------ | ------------------ | ------------------ | ------------------ | ------------------ | ------------------ | ------------------ | ------------------ | ------------------ | ------------------ |
|      | MEA         | 6          | P                  |                    |                    |                    |                    |                    |                    |                    |                    |                    |                    |                    |
|      | Fidesz–KDNP | 4          |                    |                    |                    |                    |                    |                    |                    |                    |                    |                    |                    |                    |
|      | PSAVE       | 2          |                    |                    |                    |                    |                    |                    |                    |                    |                    |                    |                    |                    |

## Nevezetességei
- Beleznay-kastély – A vármegye egyik legrégebbi kastélya, az itteni földesúr, Beleznay János által (a szatmári béke után egy itáliai mesterrel) építtetett U alakú, barokk stílusú kastély. Az épület a Mária Terézia kori barokk kastélyépítészet egyik kiemelkedő példája. A még jelentős méretű park közepén álló, barokk stílusú emeletes főépületet kétoldalt tornyok fogják közre, melyekhez földszintes oldalszárnyak csatlakoznak és alkotnak hangulatos belső udvart. A kastélyban, számos író vendégeskedett, köztük Kármán József, aki itt írta a Fanni hagyományai című művét, a leánylélek finom ábrázolását. A második világháború után először leányotthon, majd nevelőintézet került az épületbe, ma általános iskola és diákotthon.

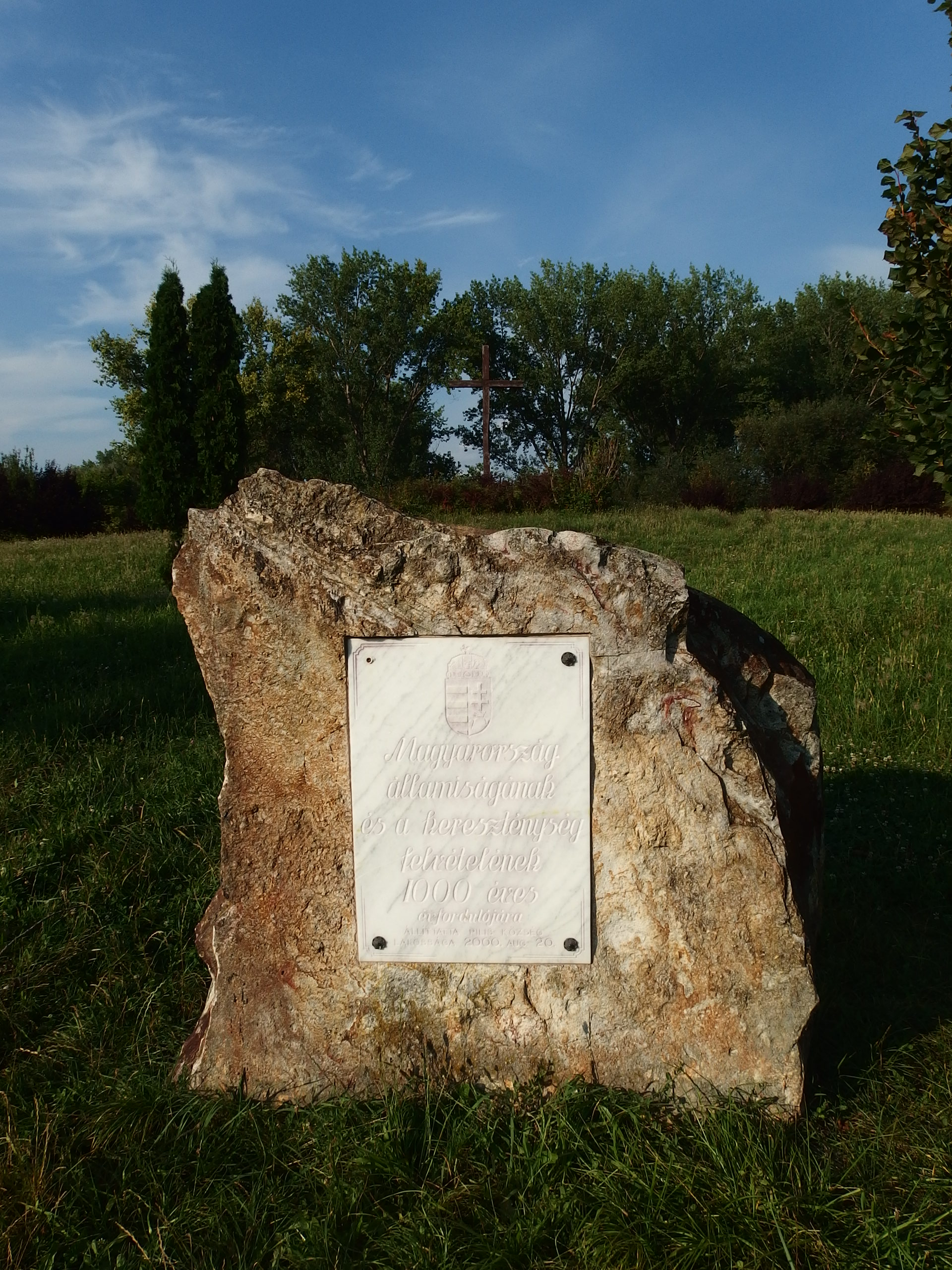
Államalapítási emlékkő a Gerje patak közelében

- A városban található az ország ötödik legnagyobb evangélikus gyülekezete (6500 fő). A barokk templom több lépcsőben épült a 18. század végén, jórészt a Beleznay család költségén. Boltozatos belsejében íves nyíláson nyugvó karzatok vannak. Szószékkel egybeépített oltára 1903-ban készült klasszicista elemek felhasználásával.

- Hegyeki pincesor – szépségével és rendezettségével vetekszik az ország híres Hajósi pincesorával.
- A városba látogató gazdag programot kaphat a már több éve működő Csilló-féle lovasiskolában, ahol évente megrendezik a Csilló lovas napokat. Itt bentlakásos lovasiskola is működik, főként gyermekek részére.

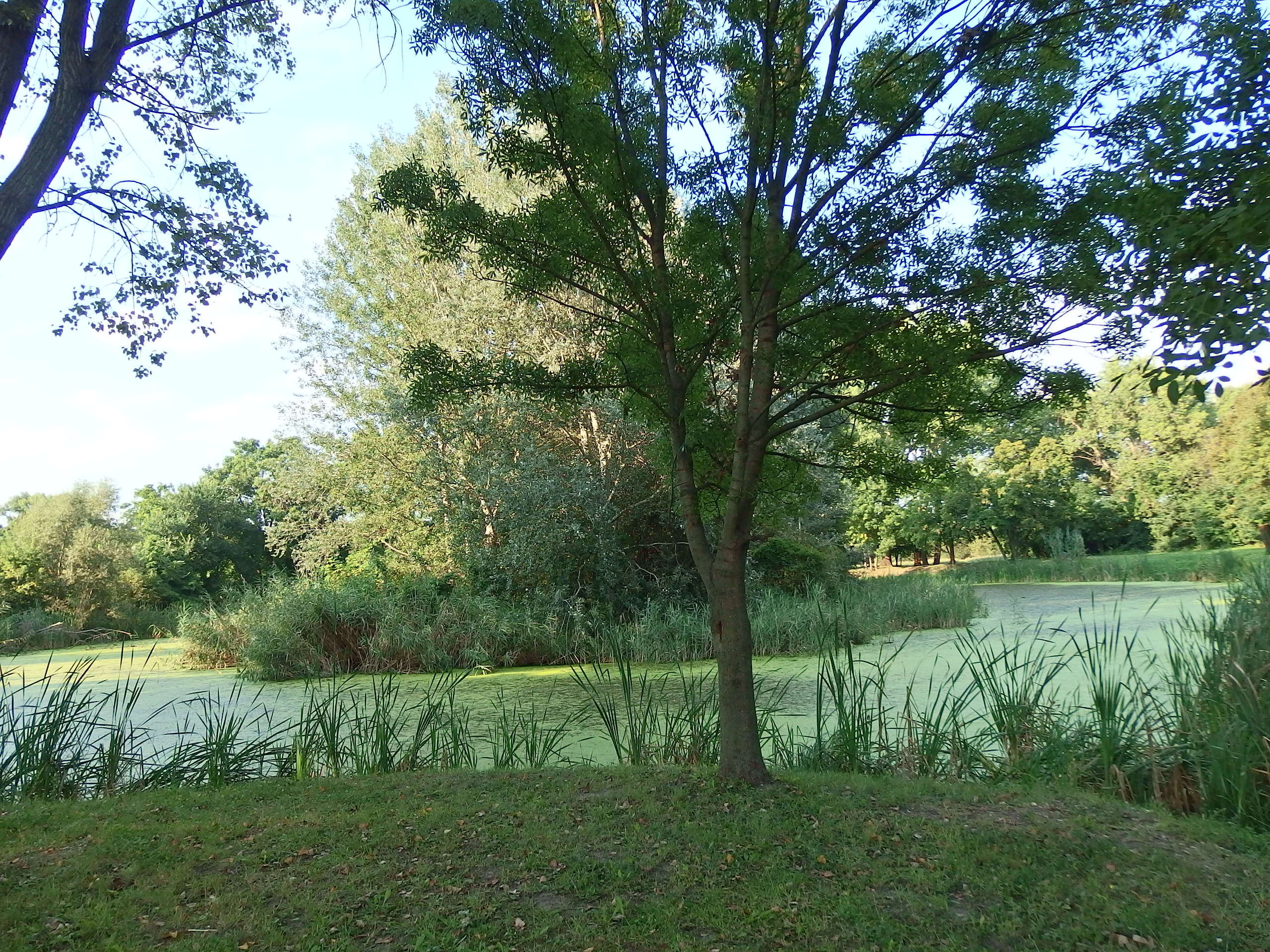
Pihenőpark a Gerje-patak mellett

- A város szélén (Monorierdő felől) található a "SIPITO" Pihenőpark.

- A Gerje-patak forrásának az elmúlt években újjávarázsolt területe pihenőparkokkal fog kibővülni. A táj összefüggő egységet képez az 1996-ban kialakított millecentenáriumi és a millenniumi emlékparkkal. E táj Magyarországon páratlan flórájával és faunájával rendkívüli látnivalót tud nyújtani az év minden szakaszában.

## Lakossága
A település népességének változása:
| Lakosok száma | 11 498 | 11 493 | 11 678 | 11 921 | 12 098 | 11 827 | 11 806 |
|               | 2013   | 2014   | 2018   | 2021   | 2022   | 2023   | 2024   |

Az elmúlt évszázad során az egykor igen népes pilisi szlovákság szinte teljesen felszámolódott, nyelvükben elmagyarosodtak. A helység lakóinak nemzetiségi kötődése 2011-ben: magyar: 91,6%; cigány: 3,6%; szlovák: 1,4%; román: 1,8%; ismeretlen, nem válaszolt: 1,6%. 
A helység lakóinak vallási összetétele 2011-ben: evangélikus 27,9%, római katolikus 18,0%, református 8,6%, görögkatolikus 0,8%, más egyházhoz, felekezethez tartozik 3,4%, nem válaszolt, vagy nem tartozik egyházhoz, felekezethez: 41,3%.
2022-ben a lakosság 88,5%-a vallotta magát magyarnak, 2,5% cigánynak, 1,1% románnak, 0,9% szlováknak, 0,4% németnek, 0,1-0,1% bolgárnak, ukránnak, szerbnek és lengyelnek, 2,8% egyéb, nem hazai nemzetiségűnek (10,9% nem nyilatkozott; a kettős identitások miatt a végösszeg nagyobb lehet 100%-nál). Vallásuk szerint 19% volt evangélikus, 13,1% római katolikus, 7,8% református, 0,9% görög katolikus, 0,1% ortodox, 3,2% egyéb keresztény, 0,9% egyéb katolikus, 18,9% felekezeten kívüli (35,7% nem válaszolt).

## Neves lakói
- Itt született 1788-ban Zsigmondy Sámuel pozsonyi evangélikus líceumi tanár.
- Itt született 1937-ben Baranyi Ferenc, Kossuth-díjas költő.
- Itt született 1938-ban Csernai Tibor olimpiai bajnok magyar labdarúgó.
- Itt született 1932-ben Csernai Pál magyar válogatott labdarúgó, később sikeres edző, többek között a Bayern München, a Benfica és a Borussia Dortmund vezetőedzője.[17]
- Itt létesített mintagazdaságot, és 1935. január 13-án itt hunyt el Gubányi Károly mérnök, földrajzi utazó, író.
- Beleznay Miklós (1722–1784) altábornagy
- Sárkány Sámuel (1823–1911) lelkész
- Rakovszky József (1920–2004) tanító, tanár, költő
- Tabányi Mihály (1921–2019) harmonikaművész
- Balázs József (1922–2002) amatőr festőművész
- Török Endre (1926–1980) grafikus
- Keveházi László (1928–2024) lelkész
- Patkós István (1932–) mezőgazdasági gépészmérnök
- Dr. Hunyadi László (1936–2016) geológus, geográfus
- Kecskés Lajos (1937–) szobrászművész
- Szigeti Marika (1946–) opera-énekesnő
- Haluszka Péter (1954–) amatőr festőművész
- Pártai Lucia (1961–) meteorológus, Szarvas korábbi polgármesterjelöltje